# ETAI-R
ETAI-R — азербайджанская портативная радиолокационная станция непрерывного излучения, разработанная в рамках сотрудничества НИИ Авиации и венгерской компании Pro Patria Electronics. Впервые демонстрировалась на международной оборонной выставке IDEX-2011 в Абу-Даби.

## Состав
Состав комплекса:
- Приёмо-передатчик антенны
- Соединительные кабели
- Пульт управления
- Аккумуляторная батарея и зарядное устройство
- Тренога с приводом наведения
- Устройство для переноски

## Назначение и особенности

### Назначение
Предназначена для выявления, опознания и установления места объекта, может также обеспечивать контроль поля боя. Установка может классифицировать и дифференцировать цели, основываясь на их размере и параметрах движения.

### Особенности
Ввиду малого веса и небольших размеров, ETAI-R можно носить в рюкзаках в команде из двух человек. Время подготовки к эксплуатации занимает пять минут. Проста в эксплуатации даже для неспециалиста, может функционировать при температуре от −32 до +50 градусов. Кроме того, ETAI-R можно устанавливать на транспортных средствах или использовать в качестве автономного устройства. Технология DSP может различать движущиеся и стационарные цели, определять точные параметры обнаруженных целей и контроль адаптивного обнаружения при изменении условий окружающей среды. Вся информация передается на дисплей оператора. Управление производится с пульта оператора.

## Основные характеристики ETAI-R
- Диапазон обнаружения:
пешеход: 6 км.
вооруженный человек: 8 км.
автомобиль: 15 км.
большой автомобиль: 24 км.
- Режимы сканирования
Сектор сканирования 6 ° — 346 ° и непрерывное вращение (n x 360 °)
- Скорость сканирования :
7° и 14°/сек
- Точность определения координат:
по дальности — ± 3 м в диапазоне 3 км
по азимуту — ≤ 0,3°
- Вес
~30 кг.
- Температурный диапазон
Условия эксплуатации: −32 °C до +50 °C
Условия хранения: −40 °C до +60 °C
- Время развертывания — 5 мин.
- Питание 28В DC (22-33V DC), макс. 50 Вт
- Непрерывная работа от одного набора батарей — 10-12 ч.
- Расчет — 2 чел.
- Среднее время наработки на отказ — 10000 час.

## Ссылка
- ETAI R
- Научно-исследовательский институт Национальной Академии Авиации Азербайджана создал специальные мобильные радары «ETAI-R» и «ETAI-RV»
- Границы Азербайджана будут охранять радарные системы